# Dolní Předměstí (Znojmo)
Dolní Předměstí (německy Untere Vorstadt) je bývalé předměstí ve Znojmě v Jihomoravském kraji. Pod názvem Znojmo Dolní Předměstí se do roku 1952 také jednalo o samostatné katastrální území.

## Historie
Před znojemskými hradbami vzniklo ve středověku v prostoru před Dolní bránou, podél cesty ze Znojma do Rakouska, předměstské osídlení. Ve druhé polovině 15. století byl na Dolním Předměstí postaven františkánský klášter s kostelem svatého Bernardina (od konce 16. století zasvěcen svaté Alžbětě). Již v roce 1534 se ale františkáni přestěhovali do téměř opuštěného minoritského kláštera v centru Znojma, takže prázdný předměstský areál byl využit pro zřízení druhého městského špitálu. Ten se na konci 16. století, po zániku původního špitálu na Horním Předměstí, stal hlavním a na počátku 20. století byl v jeho sousedství postaven areál staré městské nemocnice. Předměstská zástavba se postupně rozšiřovala jižním směrem kolem cesty směrem na Starý Šaldorf a dále do Rakouska. Východně od Dolního Předměstí bylo v roce 1870 postaveno znojemské vlakové nádraží, k němuž byla přivedena trať z Retzu (resp. z Vídně), která přeťala Dolní Předměstí a cestu do Rakouska překonala mostem. Před železniční stanicí byla později vybudována nová městská čtvrť. Původní zástavba Dolního Předměstí, dnešní Vídeňská třída, byla postupně přestavěna.
V roce 1952 byla provedena katastrální reforma Znojma a katastr Dolního Předměstí byl začleněn do katastru města.

## Galerie

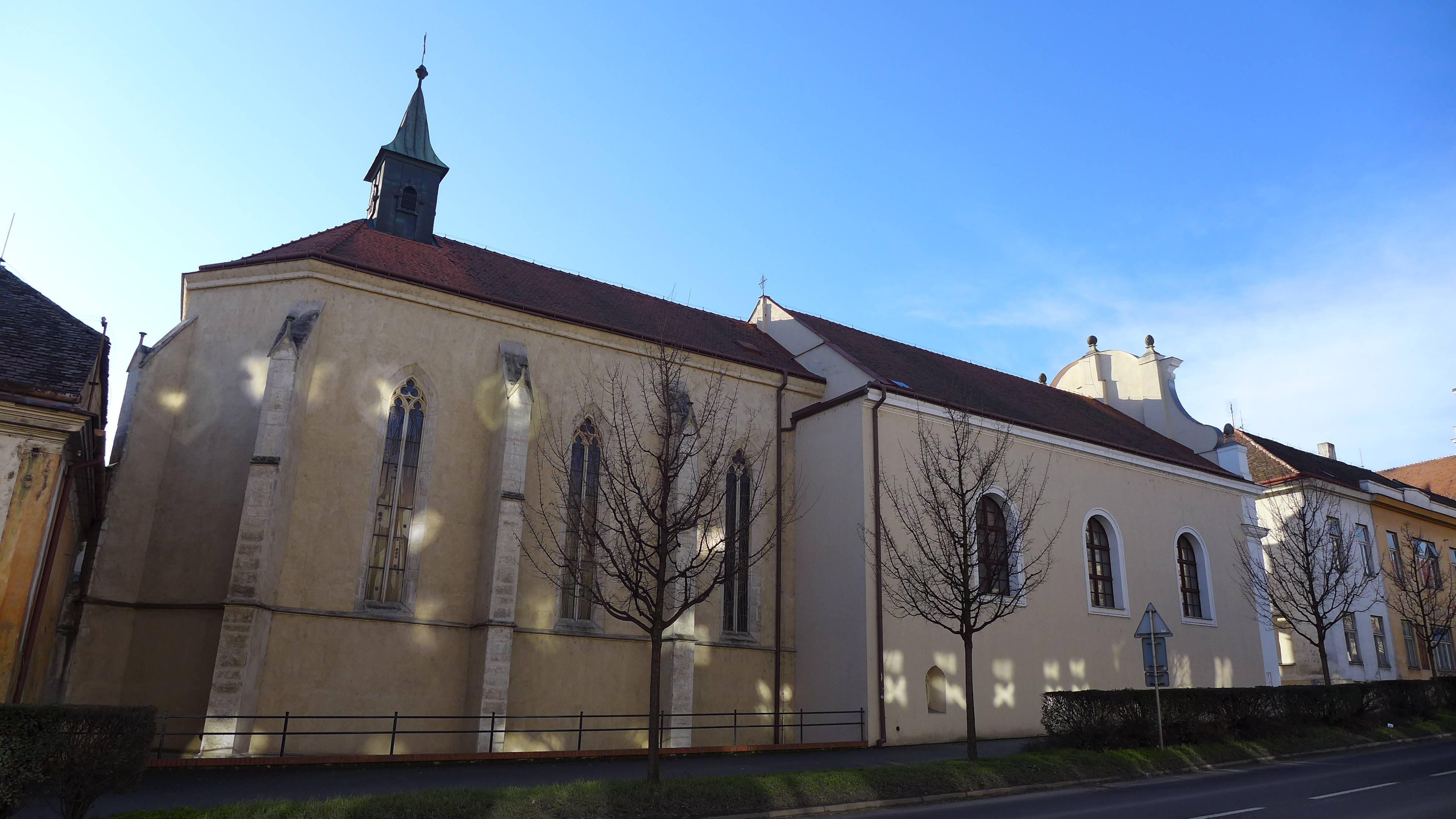
Kostel svaté Alžběty
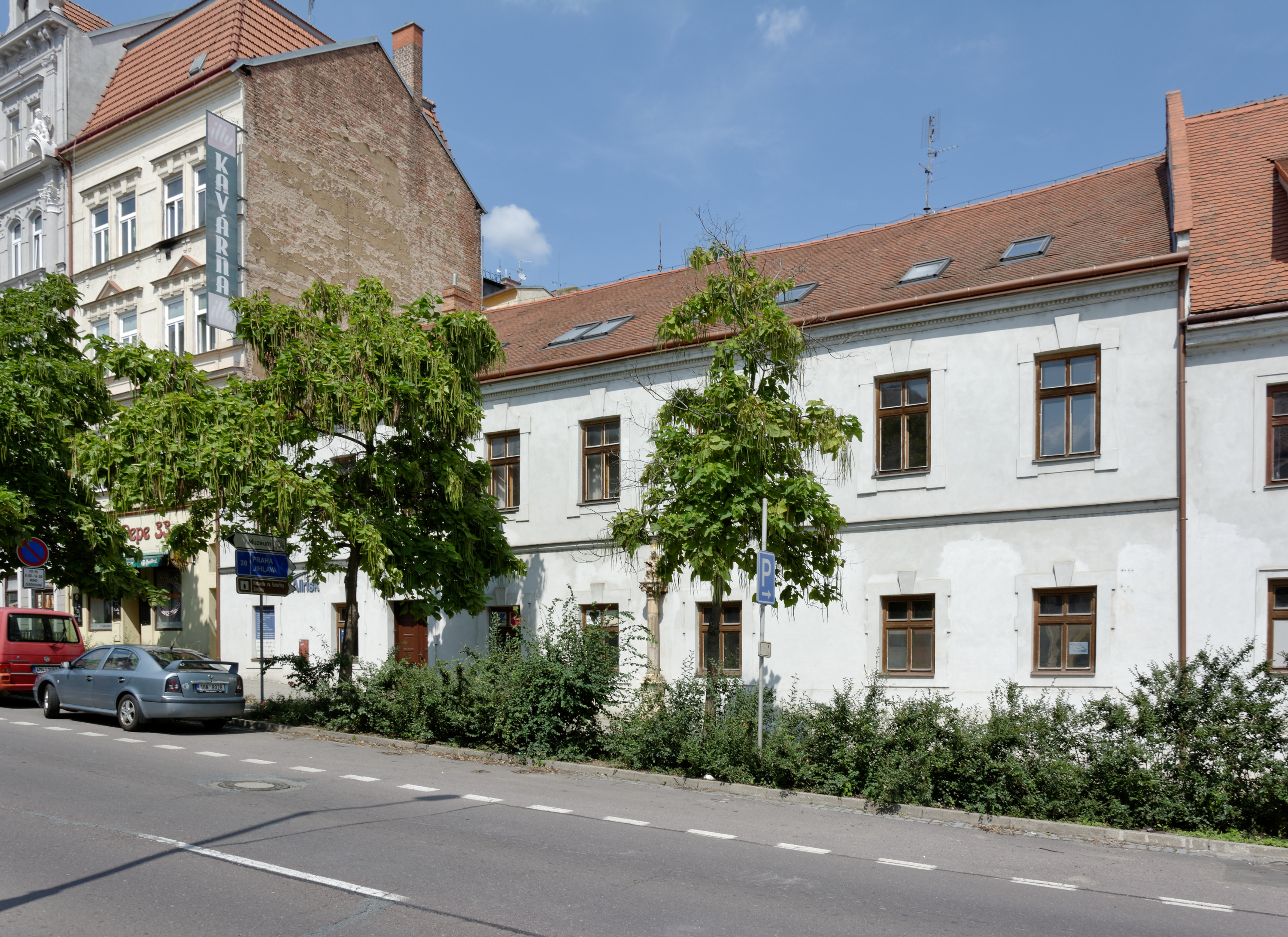
Památkově chráněný dům Vídeňská třída čo. 5
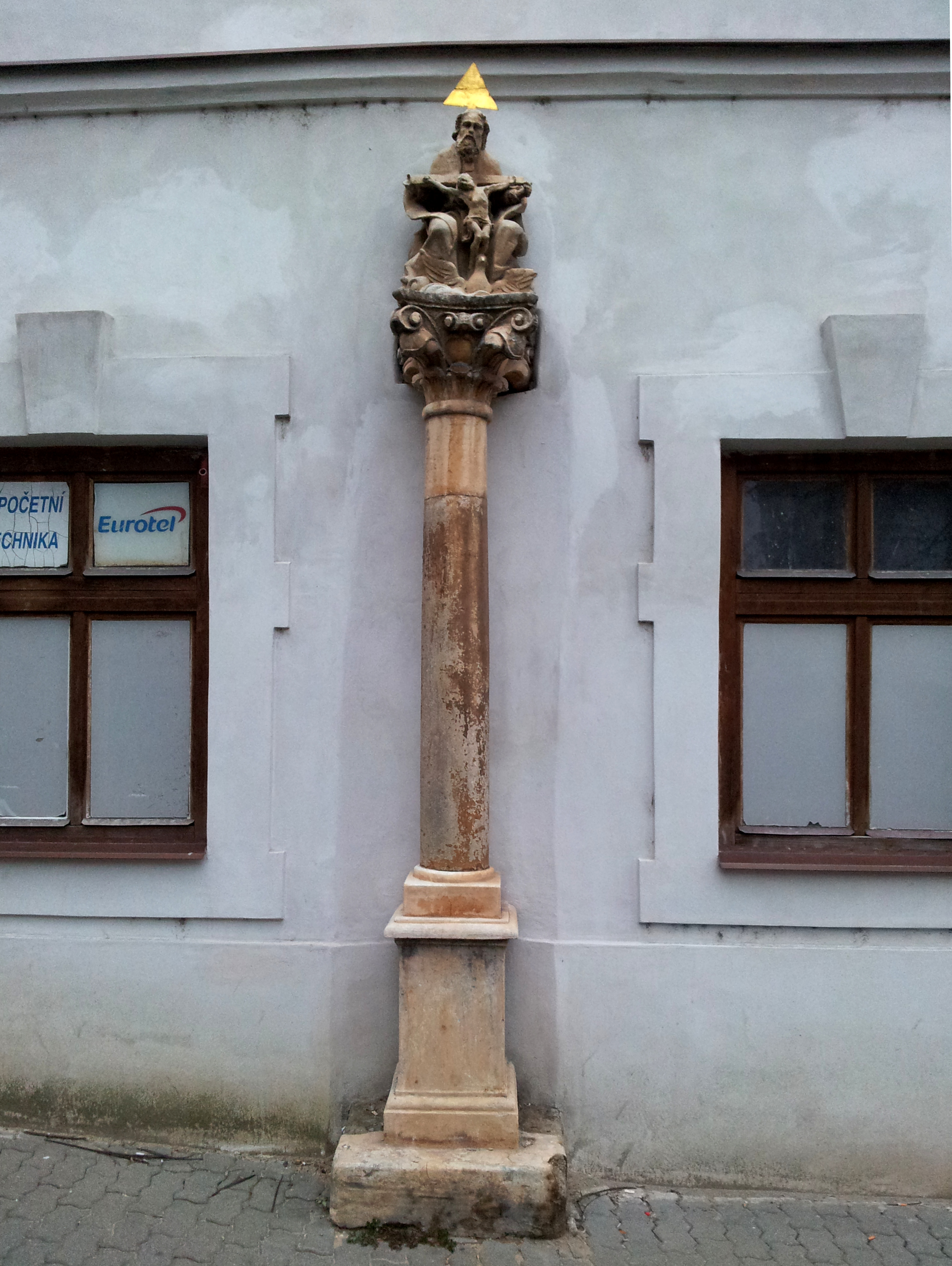
Sloup Nejsvětější Trojice